# رولاند فلورشتت
رولاند فلورشتت (آلمانی: Roland Florstedt؛ زادهٔ ۱۹۵۳) بازیگر اهل آلمان است.
از فیلم‌ها یا مجموعه‌های تلویزیونی که وی در آن‌ها نقش داشته‌است، می‌توان به لوته در باهاوس اشاره نمود.